# The Terror (film fra 1917)
The Terror er en amerikansk stumfilm fra 1917 af Raymond Wells.

## Medvirkende
- Jack Mulhall som Chuck Connelly
- Grace MacLaren som Maggie Connelly
- Virginia Lee som Annie Mangan
- Malcolm Blevins som Jim Canford
- Hugh Hoffman som Jerome Travers